# Liste der Abgeordneten im Kommunallandtag der Hohenzollernschen Lande 1933
Diese Liste nennt die Abgeordneten im Kommunallandtag der Hohenzollernschen Lande in der fünften und letzten Wahlperiode der Weimarer Republik 1933.

## Zusammensetzung
Am 12. März 1933 wurde letztmals ein Kommunallandtag gewählt. Ähnlich wie bei der Reichstagswahl, die eine Woche zuvor stattgefunden hatte, war der Wahlkampf nicht frei von Beeinträchtigungen. Dennoch erhielt das Zentrum erneut eine Mehrheit im Kommunallandtag. Mit dem preußischen Gesetz über die Erweiterung der Befugnisses der Oberpräsidenten (Oberpräsidentengesetz) vom 15. Dezember 1933 wurde der Kommunallandtag zum 31. Dezember 1933 aufgelöst.
Der Kommunallandtag hatte 24 Mitglieder (von denen nur 23 besetzt waren), die in einem Wahlkreis in freier und gleicher Wahl gewählt wurden. Die Hohenzollernschen Lande waren weitaus überwiegend katholisch. Die Deutsche Zentrumspartei (Zentrum) erhielt bei der Kommunallandtagswahl 1933 insgesamt 12 Mandate (−3), erstmals im Kommunallandtag vertretene NSDAP 10 Mandate und die DNVP (Hohenzollernscher Bauernbund) ein Mandat (−1).

## Liste
| Abgeordneter      | Beruf                                       | Partei                       | Mandatsdauer |
| ----------------- | ------------------------------------------- | ---------------------------- | ------------ |
| Fridolin Blender  | Landwirt, Vilsingen                         | NSDAP                        | 1933         |
| Heinrich Rinklef  | Ingenieur, Sigmaringendorf                  | NSDAP                        | 1933         |
| Karl Sträßle      | Bürgermeister, Sigmaringen                  | NSDAP                        | 1933         |
| Otto Kugler       | Hafnermeister, Ostrach                      | NSDAP                        | 1933         |
| Vinzenz Stehle    | Landwirt, Bittelbronn                       | NSDAP                        | 1933         |
| Karl Maier        | Forstbeamter, Betra                         | NSDAP                        | 1933         |
| Xaver Haug        | Krafwagenfahrer, Hechingen                  | NSDAP                        | 1933         |
| Max Klaiber       | Lehrer, Steinhilben                         | NSDAP                        | 1933         |
| Paul Schell       | Landwirt, Vilsingen                         | NSDAP                        | 1933         |
| Wilhelm Rapp      | Landwirt, Heidenhof/Dießen                  | NSDAP                        | 1933         |
| Franz Keller      | Landwirtschaftsrat, Haigerloch              | Hohenzollernscher Bauernbund | 1933         |
| Carl Vogel        | Pfarrer, Straßberg                          | Zentrum                      | 1933         |
| Emil Straub       | Landwirt, Otterswang                        | Zentrum                      | 1933         |
| Hermann Ott       | Malermeister, Sigmaringen                   | Zentrum                      | 1933         |
| August Hebeisen   | Zimmermann, Veringendorf                    | Zentrum                      | 1933         |
| Josef Strobel     | Bürgermeister, Ablach                       | Zentrum                      | 1933         |
| Leonhard Stiegler | Dipl. Handelslehrer, Sigmaringen            | Zentrum                      | 1933         |
| Clemens Moser     | Studienrat, Hechingen                       | Zentrum                      | 1933         |
| Hermann Eger      | Landwirt, Weildorf                          | Zentrum                      | 1933         |
| Alois Mayer       | Fabrikant, Burladingen                      | Zentrum                      | 1933         |
| Simon Hausch      | Landwirt, Wessingen                         | Zentrum                      | 1933         |
| Franz Dreher      | Volksbüro- und Arbeitervertreter, Hechingen | Zentrum                      | 1933         |
| Fidel Glamser     | Regierungsveterinärrat, Hechingen           | Zentrum                      | 1933         |

## Landesausschuss
| Abgeordneter   | Beruf                      | Partei  | Mandatsdauer |
| -------------- | -------------------------- | ------- | ------------ |
| Vinzenz Stehle | Landwirt, Bittelbronn      | NSDAP   | 1933         |
| Paul Schell    | Landwirt, Vilsingen        | NSDAP   | 1933         |
| Simon Hausch   | Landwirt, Wessingen        | Zentrum | 1933         |
| Josef Strobel  | Land- und Gastwirt, Ablach | Zentrum | 1933         |

Vorsitzender von Kommunallandtag und Landesausschuss war Karl Maier.
Der Kommunallandtag wählte gemäß der Preußischen Verfassung von 1920 ein Mitglied in den Preußischen Staatsrat. Dieser war 1919–1930 Emil Belzer und 1930 bis 1933 Clemens Moser.